# AE1 (U-Boot)
HMAS AE1 war das erste australische U-Boot. Es sank aus bis heute (2022) nicht restlos geklärten Gründen im Ersten Weltkrieg im Rahmen der Okkupation der deutschen Kolonie Deutsch-Neuguinea am 14. September 1914 in der Blanche Bay. Es war 103 Jahre lang verschollen, bis das Wrack im Dezember 2017 wiederentdeckt wurde.

## Geschichte
AE1 und das Schwesterboot AE2 gehörten zu der insgesamt 58 Einheiten umfassenden britischen E-Klasse und waren die ersten U-Boote der Royal Australian Navy (RAN). Ihr Bau war 1909 bewilligt worden. Die Boote liefen 1913 vom Stapel und wurden 1914 von England nach Australien überführt.

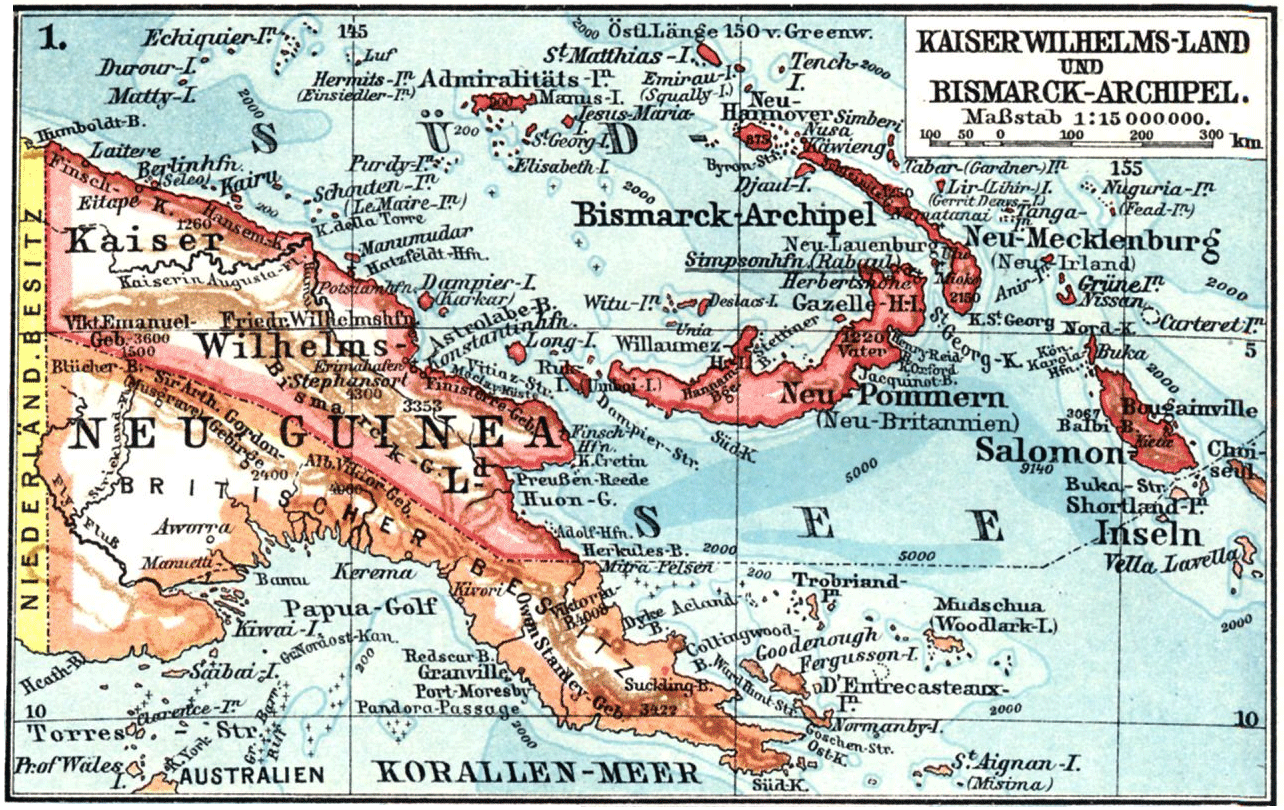
Karte des Kaiser-Wilhelms-Lands und des Bismarck-Archipels

Im September 1914 war AE1 Teil des Marinekontingents der Australian Naval and Military Expeditionary Force, die am 11. September 1914 mit der Okkupation der deutschen Kolonie Neuguinea im Raum Rabaul begann. Die Besetzung stieß im Gefecht bei Bita Paka nur auf kurzfristigen Widerstand der Polizeitruppe Deutsch-Neuguinea, die nicht für die Kriegführung mit Kolonialtruppen anderer Mächte ausgebildet war. An den Kampfhandlungen war AE1 zumindest nicht direkt beteiligt.
Am 14. September führte der Zerstörer HMAS Paramatta zusammen mit AE1 in der Blanche Bay eine Aufklärungsfahrt durch. Dabei wurde das U-Boot von dem Zerstörer zum letzten Mal um 15.30 Uhr gesichtet. An Bord der AE1 befanden sich 35 Besatzungsangehörige. Als am Abend noch keine Nachricht von dem Boot vorlag, wurde eine Suche eingeleitet, die ergebnislos verlief. Auch wurden keine Besatzungsmitglieder bzw. deren Leichname, Wrackteile oder aufgeschwommene Gegenstände aus dem Boot entdeckt.
Erste Versuche zur Auffindung des Wracks wurden in den 1970er Jahren unternommen. Sie verliefen jedoch ebenso ergebnislos wie weitere Unternehmen dieser Art. Erst im Dezember 2017 wurde das Wrack von dem niederländischen Forschungsschiff Fugro Equator vor der Duke-of-York-Insel (deutsche Bezeichnung in der Kolonialzeit Neulauenburg) in 300 m Tiefe entdeckt.

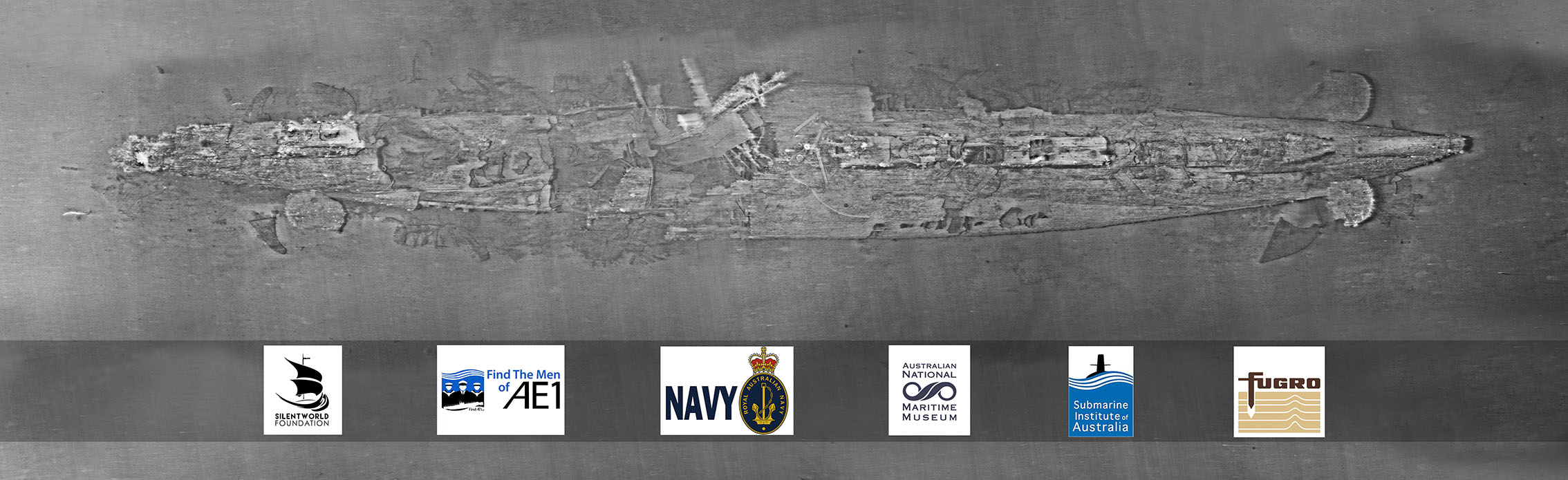
Sonarbild von AE1

Im April 2018 wurde das Wrack durch ein ferngesteuertes Unterwasserfahrzeug des Forschungsschiff Petrel untersucht. Das Wrack ist durch Rost stark beschädigt. Die Mündungsklappen der vier Torpedorohre waren geöffnet, so dass das Boot gefechtsbereit war. Außerdem wurde festgestellt, dass die Luke eines Ventilationsstutzens zu 60 % geöffnet war. Aus diesem Umstand wird geschlossen, dass bei einem Tauchgang Wasser in das Boot eindrang und es so schnell über das Heck sank, dass es von der Besatzung nicht mehr abgefangen werden konnte. Die Untersuchungsergebnisse wurden in einem 93-seitigen Bericht veröffentlicht und sind online einsehbar.
Unklar ist, ob es sich bei dem Wrack um ein Kriegsgrab handelt. 2021 äußerten Nachkommen der Besatzungsmitglieder Bedenken, dass das Wrack durch „Metall-Piraten“ geplündert werden könnte.